# Stazione di Orte
Stazione di Orte vasútállomás Olaszországban, Orte településen.

## Vasútvonalak
Az állomást az alábbi vasútvonalak érintik:
- Firenze–Róma-vasútvonal
- Viterbo–Orte-vasútvonal
- Ancona–Orte -vasútvonal
- Civitavecchia-Orte-vasútvonal

## Kapcsolódó állomások
A vasútállomáshoz az alábbi állomások vannak a legközelebb:
- Stazione di Gallese in Teverina (Stazione di Fiumicino Aeroporto, FL1)
- Stazione di Attigliano-Bomarzo
- Stazione di San Liberato